# Девон-рекс
Де́вон-рекс (англ. Devon Rex) — порода домашних кошек, появившаяся в Великобритании в 1960-х годах. 

## История породы
Первые девон-рексы были найдены в 1960 году в городке Бакфастлей графства Девоншир, Англия, около заброшенного оловянного рудника в выводке диких котят. Первоначально считалось, что порода имеет родство с корниш-рексами, но эта гипотеза была опровергнута с помощью экспериментального спаривания. Первым зарегистрированным девоном был кот чёрного цвета по кличке Кёрли (англ. Curly, что в переводе означает «кудрявый»), именно от него ведут свои родословные все коты этой породы.
В дальнейшем британский фелинолог Брайан Стерлинг Уэбб (Brian Stirling-Webb), занимавшаяся изучением гена рексовости, получила Кёрли в своё распоряжение для разведения. Первое потомство было получено от него в питомнике Briarry.
Кёрли официально считается основателем породы.
В России девоны всё ещё относятся к редким породам. Наиболее многочисленное поголовье находится в Москве и Санкт-Петербурге, далее по численности идут Самара, Белгород и южные города России — Пятигорск и Волгодонск.

## Внешний вид

Кошка породы девон-рекс

Порода девон-рекс отличается кудрявой, мягкой короткой шерстью, схожей с шерстью кошек породы корниш-рекс.
Завитки шерсти у девон-рексов вызваны мутацией другого гена, нежели у корниш-рексов, и поэтому при спаривании девон-рексов с другими «кудрявыми» породами получаются котята без завитков шерсти.
Кошек этой породы часто называют эльфами или инопланетянами из-за их нестандартной внешности. Необычно большие уши посажены низко по краям широкой плоской головы, глаза большие, носы слегка загнуты вверх. Туловище среднего размера, изящно сложенное. В отличие от других кошек, имеют очень короткие и сильно завитые усики, из-за чего может показаться, что усики у них вовсе отсутствуют. Длинные и крепкие лапы, маленькие и круглые подушечки — благодаря этому могут совершать длинные и высокие прыжки.
Шерсть девон-рексов отличается малым количеством так называемого остевого волоса. Животные этой породы реже вызывают аллергию.

## Стандарт породы Девон-рекс
Говоря о стандарте породы Девон-рекс в различных фелинологических федерациях, важно акцентировать внимание на тех моментах, в которых существуют заметные различия между ними и объяснить причину этого. Порода девон-рекс является натуральной (природной) мутацией и возникла в Англии на основе одного-единственного представителя, на которого в процессе создания породы делались инбридинги с целью закрепления гена кудрявой шерсти. Для расширения генофонда и закрепления отдельных породных качеств в Англии к девон-рексам приливали крови представителей таких пород, как корниш-рекс, сиамская, бурма, и гораздо реже персидская и британская короткошёрстная. Впоследствии, когда порода «перекочевала» в Америку, девон-рексов вязали с коренной американской короткошёрстной и британской короткошёрстной кошками. Кроме того, девон-рексы участвовали в создании породы канадский сфинкс, и некоторые из гибридов этих двух пород «вернулись» в породу девон-рекс. Всё это не могло не отразиться на внешности девонов, несмотря на то, что тип первого девон-рекса Кёрли практически полностью соответствует современным представлениям и стандартам породы. На сегодняшний день в разных ассоциациях существуют свои правила относительно ауткросса (прилития других пород) в породе девон-рекс. В английской GCCF (первая федерация, где были признаны эти кошки) до сих пор официально разрешены ауткроссы с абиссинскими, азиатскими короткошёрстными, бурмами, британскими короткошёрстными, коратами. В родословных импортированных девон-рексов допускается наличие американских и европейских короткошёрстных. При этом в GCCF существует запрет на наличие сфинксов в родословной девон-рексов, ни один девон-рекс со сфинксом в родословной не может быть зарегистрирован с правом на разведение. В европейских федерациях FIFe и WCF ауткроссы официально не разрешены, все котята от таких межпородных вязок могут регистрироваться только в экспериментальных книгах и решения о дальнейшем использовании гибридов в разведении принимаются индивидуально. Зачастую в качестве пород для ауткроссов выбираются бурмы и бурмиллы, также известны вязки с британцами, экзотами и европейскими короткошёрстными. В американской федерации кошек CFA до 1 мая 2013 года был официально разрешён ауткросс с породами американская короткошёрстная (АКШ) и британская короткошёрстная (БКШ). В американской фелинологической федерации TICA, без указания сроков действия официального разрешения, возможно наличие в родословной кроме АКШ и БКШ, а также ЕКШ (европейская короткошёрстная), бурма (без разделения на американскую и европейскую), бомбей, сфинкс (канадский) и сиамская. Всё вышесказанное может помочь в определении внешнего облика девон-рексов — так называемого «европейского» типа (созданного в основном на основе бурм, корниш-рексов, сиамских, и гораздо реже персидских, британских и сфинксов) и «американского» типа (в подавляющем большинстве — на основе американских и британских короткошёрстных).

## Поведение
Девон-рексы обычно очень активны, игривы, стремятся к тесному контакту с человеком. Их поведение в шутку описывается как нечто среднее между кошкой, собакой и обезьяной («обезьянка в костюме кошки»). Способны запрыгнуть на значительную высоту; нередко стараются занять минимально вмещающий их уголок, например, на полках или между предметами. Девон-рексы стремятся залезть повыше и способны пройти долгий путь, чтобы залезть на самый верх жилища.
Большинство девон-рексов посвящают своё время какому-либо одному человеку, с кем они чаще всего будут играть. Активно играют в любом возрасте. Кошки этой породы обладают чертами, обычно присущими собакам: их можно научить выполнять трюки, приносить предметы.
Характерная особенность поведения — девон-рексы любят залезать человеку на плечи, сидеть на шее, быть поближе к лицу хозяина.